# Reunificação centro-americana
Reunificação centro-americana, às vezes chamada de centro-americanismo, é a ideia de restaurar a unidade política dos países da América Central (El Salvador, Guatemala, Honduras, Nicarágua e Costa Rica), tal e como tiveram historicamente em particular durante a existência das Províncias Unidas da América Central. Atualmente, é seguida principalmente por grupos e partidos políticos de esquerda revolucionária e de ideologia internacionalista. Não deve ser confundido com o processo de integração centro-americana similar à da iniciativa diplomática da União Europeia.

## Antecedentes
Um dos casos mais conhecidos foi quando o presidente guatemalteco liberal Justo Rufino Barrios, apoiado por Honduras e pelos Estados Unidos, procurou restaurar a Federação Centro-Americana na chamada Intentona de Barrios porém terminaria com a sua morte na Batalha de Chalchuapa.
No entanto, durante o século XX, seriam principalmente as forças de esquerda que suscitariam a reunificação da América Central em uma única unidade política. Em 1925, foi fundado na Guatemala  o Partido Socialista Centroamericano por Farabundo Martí e outros salvadorenhos no exílio, e depois também operaria como Partido Comunista Centroamericano. Nos anos 1970 surgiria o Partido Revolucionario de los Trabajadores Centroamericanos, particularmente ativo em El Salvador e Honduras.
Alguns dos partidos que ainda sustentam ativamente a reunificação centro-americana são o Movimiento al Socialismo de Honduras, o novo Partido Socialista Centroamericano e o Partido de los Trabajadores de Costa Rica, os quais são adeptos do trotskismo.